# Storena rotunda
Storena rotunda är en spindelart som beskrevs av Rudy Jocqué och Baehr 1992. Storena rotunda ingår i släktet Storena och familjen Zodariidae.
Artens utbredningsområde är New South Wales. Inga underarter finns listade i Catalogue of Life.